# Kazarma 142 km
Kazarma 142 km (en rus: Казарма 142 км) és un poble (un possiólok) del krai de Khabàrovsk, a Rússia, que el 2012 tenia un habitant. Pertany al districte rural de Verkhnebureïnski.